# IAAF Hammer Throw Challenge
IAAF Hammer Throw Challenge – coroczny cykl zawodów lekkoatletycznych w rzucie młotem, organizowany od 2010 przez IAAF. Klasyfikację cyklu stanowi suma trzech najlepszych wyników w sezonie, uzyskanych przez jednego zawodnika. W 2013 r. do Challenge'u zaliczono również wyniki mistrzostw świata w Moskwie.

## Medaliści

### Mężczyźni
| Rok  | 1. miejsce       | Rezultat | 2. miejsce       | Rezultat | 3. miejsce        | Rezultat |             |
| ---- | ---------------- | -------- | ---------------- | -------- | ----------------- | -------- | ----------- |
| 2010 | Kōji Murofushi   | 238,52   | Dilszod Nazarow  | 236,02   | Libor Charfreitag | 235,26   | [ 2 ]       |
| 2011 | Krisztián Pars   | 239,03   | Dilszod Nazarow  | 235,72   | Primož Kozmus     | 233,90   | [ 3 ]       |
| 2012 | Krisztián Pars   | 242,35   | Paweł Fajdek     | 236,47   | Ołeksij Sokyrski  | 233,39   | [ 4 ] [ 5 ] |
| 2013 | Paweł Fajdek     | 244,23   | Krisztián Pars   | 244,17   | Lukáš Melich      | 239,80   | [ 6 ]       |
| 2014 | Krisztián Pars   | 244,84   | Paweł Fajdek     | 241,49   | Dilszod Nazarow   | 241,37   | [ 7 ]       |
| 2015 | Paweł Fajdek     | 248,01   | Dilszod Nazarow  | 236,20   | Krisztián Pars    | 234,75   | [ 8 ]       |
| 2016 | Paweł Fajdek     | 242,89   | Dilszod Nazarow  | 236,37   | Wojciech Nowicki  | 232,63   | [ 9 ]       |
| 2017 | Paweł Fajdek     | 248,48   | Wojciech Nowicki | 236,32   | Dilszod Nazarow   | 231,40   | [ 10 ]      |
| 2018 | Wojciech Nowicki | 241,89   | Paweł Fajdek     | 240,04   | Bence Halász      | 232,46   | [ 11 ]      |
| 2019 | Paweł Fajdek     | 241,86   | Wojciech Nowicki | 237,47   | Bence Halász      | 234,99   | [ 12 ]      |

### Kobiety
| Rok  | 1. miejsce       | Rezultat | 2. miejsce       | Rezultat | 3. miejsce       | Rezultat |        |
| ---- | ---------------- | -------- | ---------------- | -------- | ---------------- | -------- | ------ |
| 2010 | Betty Heidler    | 225,88   | Anita Włodarczyk | 225,30   | Tatjana Łysienko | 223,96   | [ 13 ] |
| 2011 | Betty Heidler    | 228,09   | Yipsi Moreno     | 220,46   | Kathrin Klaas    | 219,77   | [ 14 ] |
| 2012 | Betty Heidler    | 230,49   | Anita Włodarczyk | 223,13   | Tatjana Łysienko | 222,05   | [ 15 ] |
| 2013 | Anita Włodarczyk | 233,83   | Tatjana Łysienko | 227,59   | Betty Heidler    | 226,93   | [ 16 ] |
| 2014 | Anita Włodarczyk | 232,52   | Betty Heidler    | 228,54   | Kathrin Klaas    | 222,65   | [ 17 ] |
| 2015 | Anita Włodarczyk | 235,28   | Betty Heidler    | 222,28   | Martina Hrašnová | 222,20   | [ 18 ] |
| 2016 | Anita Włodarczyk | 240,44   | Sophie Hitchon   | 218,11   | Zalina Marghieva | 217,80   | [ 19 ] |
| 2017 | Anita Włodarczyk | 235,62   | Wang Zheng       | 225,77   | Hanna Skydan     | 221,75   | [ 20 ] |
| 2018 | Anita Włodarczyk | 228,12   | Gwen Berry       | 223,31   | Joanna Fiodorow  | 222,03   | [ 21 ] |
| 2019 | DeAnna Price     | 226,55   | Wang Zheng       | 226,34   | Joanna Fiodorow  | 224,46   | [ 22 ] |